# Polarbanen
Polarbanen (tysk: Polarbahn) er en påbegyndt jernbane mellem Fauske og Narvik som den tyske okkupationsmagt planlagde og startede arbejdet med under 2. verdenskrig. Spor efter jernbanebygningen kan også ses i nutiden, blandt andet i form af halvfærdige tunneler og bropiller.
Bygningen af Polarbanen begyndte planmæssigt ved bygden Finneid som ligger ca. 3 km syd for Fauske. Fra Finneid skulle Nordlandsbanen komme ind sydfra og Polarbanen skulle fortsætte nordover gennem jernbanetunnelen Bratthaugen før den nåede Fauske. Ved kapitulationen var hovedparten af sporarbejdet fra Finneid og gennem Fauske fuldført. Denne del af Polarbanen er senere blevet fuldført som en del af Nordlandsbanen og er dermed den eneste del af jernbanelinjen som er blevet taget i brug. Banens km 0 ligger omkring 500 meter syd for for den nuværende Fauske Station. Dette er omtrent 673,8 km fra Trondheim Centralstation.

## Krigsfangerne og tvangsarbejderne
Omkring 30 000 mennesker var beskæftiget med jernbanebygningen mellem Fauske og Kirkenes i tidsrummet 1942–1945. Ca. 13.400 af dem var sovjetiske krigsfanger som var slavearbejdere. Der deltog også 2.000 civile og ca. 17.00 tyske soldater som overvejende var fangevogtere. Blandt de civile var der også tvangsudskrevne fra Norge og civile slavearbejdere fra Sovjetunionen. Man regner med at ca. 1.200 sovjetborgere, ca. 120 serbere og 200 polakker omkom under byggearbejdet.
Fauske-Drag strækningen blev bygget af den tyske Wehrmacht. Fangelejrene lå langs banelinjen i Dunderlandsdalen, Saltdalen, Sørfold, Hamarøy og Tysfjord. Ca.8.300 sovjetiske krigsfanger deltog som slavearbejdere på denne strækning. Antallet af tyske vagtsoldater var ca. 8.000.